# Liste der Mitglieder der Deutschen Akademie der Naturforscher Leopoldina/1889
Die Liste der Mitglieder der Deutschen Akademie der Naturforscher Leopoldina für 1889 enthält alle Personen, die im Jahr 1889 zum Mitglied ernannt wurden. Insgesamt gab es 29 neu gewählte Mitglieder.

## Neu gewählte Mitglieder
| Nr.  | Name                                   | Geboren       | Aufnahme | Gestorben     | Fachsektion                                                            | Bild                                   |
| ---- | -------------------------------------- | ------------- | -------- | ------------- | ---------------------------------------------------------------------- | -------------------------------------- |
| 2829 | Ferdinand Georg Frobenius              | 26. Okt. 1849 | 10. Jan. | 3. Aug. 1917  | Mathematik und Astronomie                                              | Ferdinand Georg Frobenius              |
| 2830 | Otto Wilhelm Fiedler                   | 3. Apr. 1832  | 28. Jan. | 19. Nov. 1912 | Mathematik und Astronomie                                              | Wilhelm Fiedler                        |
| 2831 | Heinrich Carl Haussknecht              | 30. Nov. 1838 | 30. Jan. | 7. Juli 1903  | Botanik                                                                | Heinrich Carl Haussknecht              |
| 2832 | John Landauer                          | 17. Apr. 1848 | 2. Feb.  | 15. Sep. 1924 | Chemie                                                                 |                                        |
| 2833 | Karl Friedrich Wilhelm von den Steinen | 7. März 1855  | 2. Feb.  | 4. Nov. 1929  | Anthropologie, Ethnologie und Geographie                               | Karl Friedrich Wilhelm von den Steinen |
| 2834 | Eduard Rudolf Neovius                  | 14. Nov. 1851 | 5. Mrz.  | 27. Sep. 1917 | Mathematik und Astronomie                                              | Professor E. R. Neovius                |
| 2835 | Theodor Wilhelm Engelmann              | 14. Nov. 1843 | 20. Mrz. | 20. Mai 1909  | Physiologie                                                            | Theodor Wilhelm Engelmann              |
| 2836 | Carl Eduard Cramer                     | 4. März 1831  | 17. Mai  | 24. Nov. 1901 | Botanik                                                                | Carl Eduard Cramer (ca. 1870)          |
| 2837 | Emil Heinricher                        | 14. Nov. 1856 | 10. Jun. | 13. Juli 1934 | Botanik                                                                | Emil Heinricher                        |
| 2838 | Hermann Felix Müller                   | 27. Apr. 1843 | 10. Aug. | 31. März 1928 | Mathematik und Astronomie                                              |                                        |
| 2839 | Alwin Gustav Edmund von Coler          | 15. März 1831 | 11. Aug. | 26. Aug. 1901 | Wissenschaftliche Medizin                                              | Alwin Gustav Edmund von Coler          |
| 2840 | Carl Georg Wilhelm Pelman              | 24. Jan. 1838 | 12. Aug. | 21. Dez. 1916 | Wissenschaftliche Medizin                                              | Carl Georg Wilhelm Pelman              |
| 2841 | Albert von Reinach                     | 7. Nov. 1842  | 13. Aug. | 12. Jan. 1905 | Mineralogie und Geologie                                               |                                        |
| 2842 | Georg Friedrich Kinkelin               | 15. Juli 1836 | 14. Aug. | 13. Aug. 1913 | Mineralogie und Geologie                                               |                                        |
| 2843 | Erich Frank Schwarz                    | 7. Okt. 1857  | 14. Aug. | 12. Nov. 1928 | Botanik                                                                |                                        |
| 2844 | Ferdinand Gustav Theodor Puschmann     | 4. Mai 1844   | 16. Aug. | 28. Sep. 1899 | Anthropologie, Ethnologie und Geographie Wissenschaftliche Medizin     | Ferdinand Gustav Theodor Puschmann     |
| 2845 | Georg Alexander Pick                   | 10. Aug. 1859 | 18. Aug. | 26. Juli 1942 | Mathematik und Astronomie                                              | Georg Alexander Pick                   |
| 2846 | Carl Adolf Joseph Krazer               | 15. Apr. 1858 | 31. Aug. | 7. Aug. 1926  | Mathematik und Astronomie                                              | Carl Adolf Joseph Krazer               |
| 2847 | Cäsar Hermann Robert Ebert             | 20. Juni 1861 | 31. Aug. | 12. Feb. 1913 | Physik und Meteorologie                                                |                                        |
| 2848 | Ottokar Tumlirz                        | 17. Jan. 1856 | 1. Sep.  | 4. Mai 1928   | Physik und Meteorologie                                                |                                        |
| 2849 | Georg Ferdinand Louis Philippe Cantor  | 3. März 1845  | 2. Sep.  | 6. Jan. 1918  | Mathematik und Astronomie                                              | Georg Ferdinand Louis Philippe Cantor  |
| 2850 | Josef Maria Eder                       | 16. März 1855 | 10. Okt. | 18. Okt. 1944 | Chemie                                                                 | Josef Maria Eder                       |
| 2851 | Max Bernhard Justus Georg Schottelius  | 15. Nov. 1849 | 11. Okt. | 12. Okt. 1919 | Wissenschaftliche Medizin                                              |                                        |
| 2852 | Friedrich Theodor Koeppen              | 1. Nov. 1834  | 14. Okt. | 6. Juni 1908  | Botanik Zoologie und Anatomie Anthropologie, Ethnologie und Geographie | Fedor keppen                           |
| 2853 | August Böhm                            | 27. Apr. 1858 | 27. Okt. | 19. Okt. 1930 | Anthropologie, Ethnologie und Geographie                               |                                        |
| 2854 | Eduard Schnitzer (Emin Pascha)         | 28. März 1840 | 1. Dez.  | 23. Okt. 1892 | Anthropologie, Ethnologie und Geographie                               | Eduard Schnitzer, Emin Pascha          |
| 2855 | Archibald Geikie                       | 28. Dez. 1835 | 1. Dez.  | 10. Nov. 1924 | Mineralogie und Geologie                                               | Archibald Geikie                       |
| 2856 | Juan Vilanova y Piera                  | 5. Mai 1821   | 1. Dez.  | 7. Juni 1893  | Mineralogie und Geologie                                               | Juan Vilanova y Piera                  |
| 2857 | Gaetano Giorgio Gemellaro              | 25. Feb. 1832 | 1. Dez.  | 16. März 1904 | Mineralogie und Geologie                                               | Gaetano Giorgio Gemmellaro             |